# Caterpillar
Pour les articles homonymes, voir Caterpillar (homonymie).
Caterpillar Inc est un groupe industriel américain, fabriquant des machines dans les domaines de la construction, des mines et de l'énergie. Ce manufacturier fabrique des bulldozers (bouteurs), des chargeurs sur pneus, des pelles mécaniques hydrauliques, des tombereaux, des décapeuses (scrapers), des moteurs Diesel ainsi que des groupes électrogènes.
La marque est aussi connue par ses produits dérivés, notamment des chaussures, des sacs, des vêtements et des smartphones tout-terrain, fabriqués pour Caterpillar par d'autres entreprises.

## Histoire

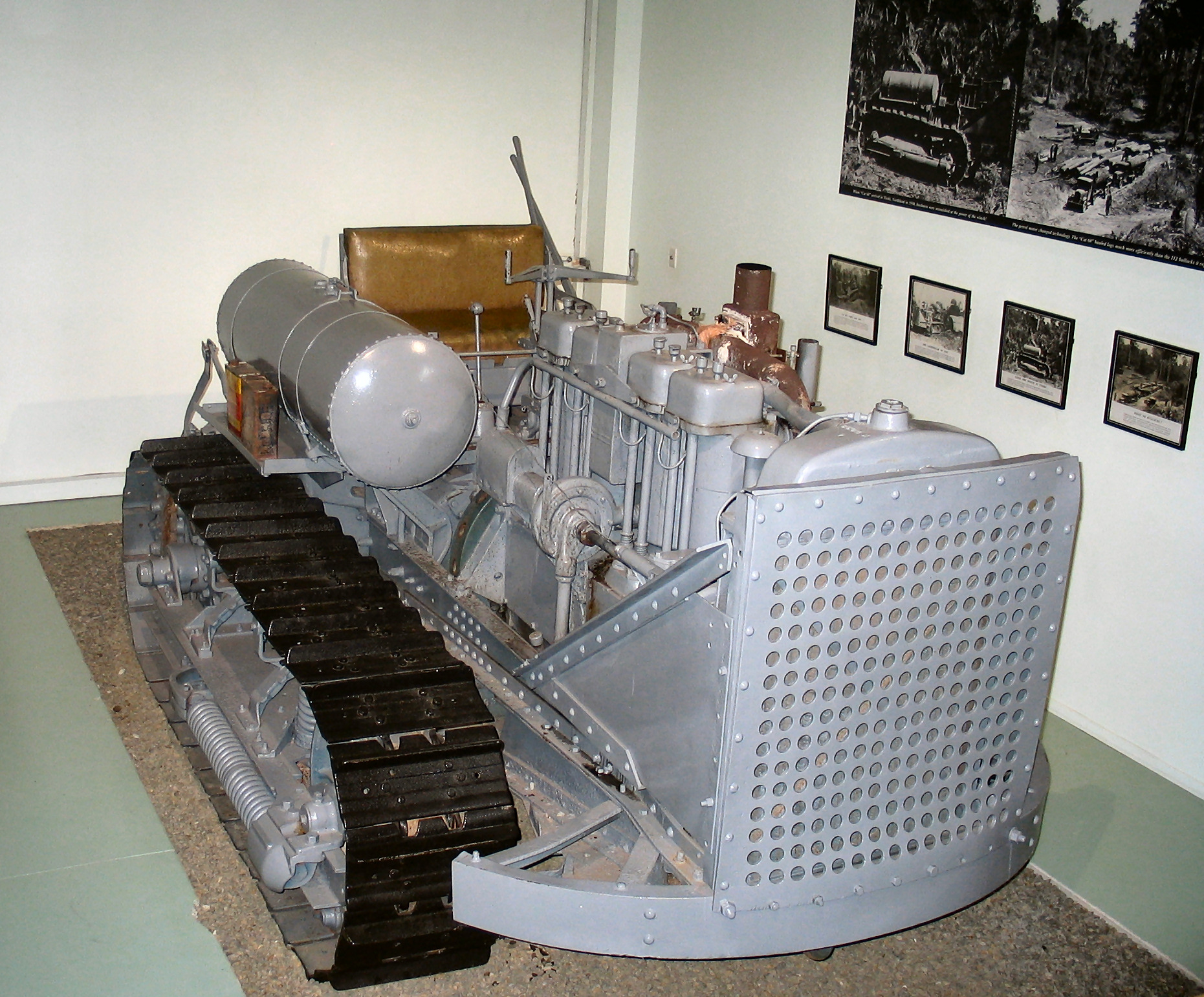
Caterpillar 60 de 1929, Kauri Museum, Nouvelle-Zélande.

En 1890, Benjamin Holt et Daniel Best expérimentent différents tracteurs sur chenilles. Ils créent deux compagnies distinctes. Holt produit son premier tracteur à vapeur en 1904, et un modèle à essence en 1906. En 1915, les armées alliées utilisent un modèle de tracteur à chenille de Holt : le « Caterpillar » (chenille en anglais).

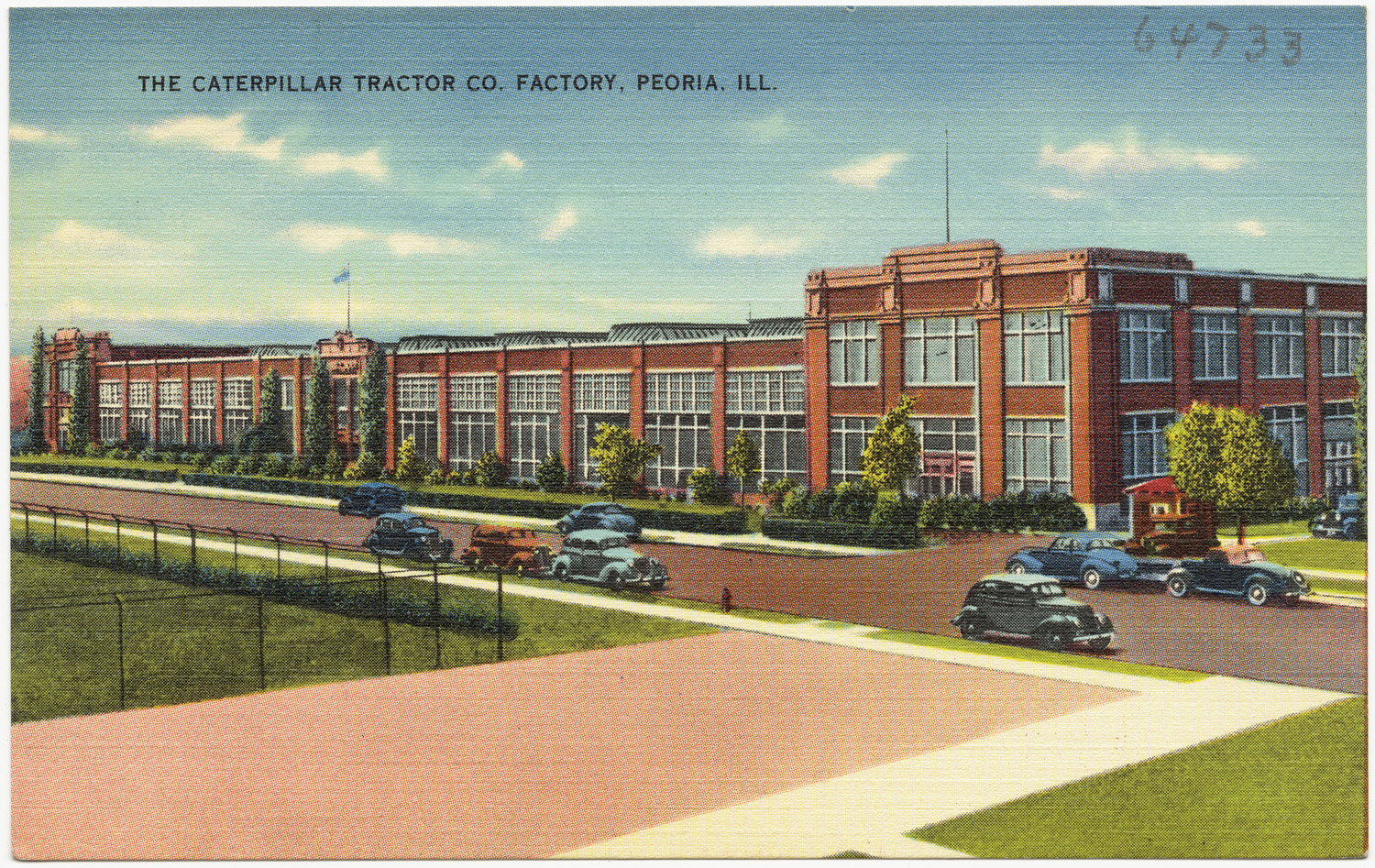
Usine de tracteurs Caterpillar à Peoria, Illinois, entre 1930 et 1945.

Les sociétés The Holt manufacturing company et C.L. Best Tractor Co. fusionnent en 1925 et deviennent « Caterpillar Tractor Co. » Le premier moteur Diesel Caterpillar sort des usines de East Peoria dans l'Illinois, en 1931. La gamme des engins de génie civil est développée en 1940 et comprend des bulldozers et des niveleuses. En 1942, les armées américaines sont équipées de tracteurs, de niveleuses et de groupes électrogènes Caterpillar. La société fournit aussi les moteurs des chars M4A6 (produit à 75 exemplaires).
Depuis 1929, la société Bergerat Monnoyeur (groupe Monnoyeur) est le distributeur exclusif Caterpillar pour la France, la Belgique, le Luxembourg, la Pologne, la Roumanie et l'Algérie.
En 1963, Caterpillar et Mitsubishi Heavy Industries Ltd. fondent Caterpillar Mitsubishi Ltd., rebaptisée Shin Caterpillar Mitsubishi Ltd. Le groupe est devenu le no 2 japonais des fabricants d'engins pour la construction et les carrières. En cette même année 1963, la firme ouvre deux unités de production en France, à Grenoble et Échirolles.
À la suite de la récession mondiale, Caterpillar perd un million de dollars US par jour de 1981 à 1983. La société doit alors procéder à des licenciements massifs.
Dans les années 1980, Caterpillar collabore avec la dictature militaire au Brésil en lui transmettant des informations sur les activités des militants syndicaux de l'entreprise. Ces informations sont utilisées par la police pour surveiller, harceler et arrêter les syndicalistes afin d‘empêcher l‘organisation de grèves.
En 1986, The Caterpillar Tractor Co. devient Caterpillar Inc. En 1997, la société acquiert la compagnie britannique Perkins et l'allemand MaK Motoren, et devient ainsi le 1er fabricant mondial de moteurs Diesel.
En 1990, Caterpillar est parmi les premières entreprises à lancer mondialement la méthode Six Sigma et à en récolter, dès la première année, les bénéfices pour un montant dépassant les coûts de mise en œuvre. Dans la même période, Caterpillar développe sa gamme de tracteurs agricoles à chenilles caoutchouc « Challenger » qu'il commercialise aussi en Europe sous le nom de Claas Challenger dans le cadre d'un partenariat avec le constructeur allemand.
En 1997, Caterpillar acquiert le premier titre européen de Harri Luostarinen en championnat d'Europe de courses de camions.
En 1999, Caterpillar dévoile sa nouvelle gamme de matériels compacts au Conexpo, plus grand salon mondial (à l'époque) consacré au secteur de la construction, afin de répondre à l'évolution des besoins des clients, ceux-ci souhaitant des matériels plus petits et plus polyvalents.
En 2000, Caterpillar absent dans le secteur des travaux routiers, rachète le constructeur italien Bitelli, spécialiste des engins de construction d'infrastructures routières disposant d'une très large gamme de fraiseuses-raboteuses, finisseurs et rouleaux compacteurs. La marque Bitelli disparaîtra en août 2005, remplacée par Caterpillar. La conception et la production de tous ces matériels restera en Italie dans l'usine près de Bologne.
En 2003, Caterpillar devient le premier motoriste à proposer une gamme complète de moteurs Diesel propres, modèles 2004, totalement conformes et certifiés par l'Agence de protection de l'environnement des États-Unis (EPA). La technologie ACERT Caterpillar de réduction des émissions polluantes est destinée à respecter les normes de l'EPA sans pour autant sacrifier les performances, la fiabilité et le rendement énergétique.
En 2006, 600 salariés de l'entreprise Caterpillar sont licenciés.
En 2008, la division de réusinage est, avec ses 17 usines dans le monde, devenue l'unité de Caterpillar qui connaît la croissance la plus rapide, avec un chiffre d'affaires annuel de plus d'un milliard de dollars.
En 2009, à la suite de la crise financière de 2008, le groupe annonce une restructuration qui va conduire au licenciement de 814 ouvriers de son usine d'assemblage de moteurs de Mossville, dans l'Illinois et envisage de se séparer de 733 employés de son site isérois qui en compte 2 700.
En 2011, Caterpillar acquiert Bucyrus International pour 8,6 milliards de dollars,.
Le 28 février 2013, Caterpillar annonce le licenciement de 1 400 travailleurs sur le site de Gosselies, en Belgique. En septembre 2015, Caterpillar annonce la suppression d'au moins 4 000 emplois pour la fin 2016, dans le cadre d'une restructuration qui pourrait atteindre 10 000 emplois d'ici 2018.
Le 2 septembre 2016, à la suite d'une assemblée extraordinaire, Caterpillar annonce la fermeture du site de montage de Gosselies, en Belgique,.
En octobre 2020, Weir Group annonce la vente de ses activités liées aux hydrocarbures, qui comprend 2 000 employés, à Caterpillar pour 405 millions de dollars.
En juin 2022, Caterpillar annonce déplacer son siège social depuis Deerfield dans l'Illinois pour aller à Irving au Texas.
Le 1er mai 2025, Joseph (Joe) E. Creed devient le nouveau CEO de Caterpillar et entre au Conseil d'Administration de la société.

## Véhicules autonomes hors-route
Caterpillar dispose de camions autonomes sur trois continents ayant parcouru 325 million du kilomètres et déplacé autonomement plus de 8,62 milliards de tonnes. La flotte actuelle des camions autonomes de Caterpillar avec Command déplace plus de tonnes chaque année mondialement que la production totale annuelle de pierre écrasée étasunienne.

## Actionnaires
Liste des principaux actionnaires au 2 janvier 2022 :
| Nom                                                           | %      |
| ------------------------------------------------------------- | ------ |
| Capital Research & Management                                 | 9,92 % |
| The Vanguard Group                                            | 8,41 % |
| SSgA Funds Management                                         | 7,54 % |
| State Farm Investment Management                              | 3,28 % |
| Capital Research & Management (World Investors)               | 2,20 % |
| BlackRock Fund Advisors                                       | 2,19 % |
| Bill & Melinda Gates Foundation Trust (Investment Management) | 1,79 % |
| Geode Capital Management                                      | 1,58 % |
| Capital Research & Management (International Investors)       | 1,42 % |
| Northern Trust Investments (Investment Management)            | 1,39 % |

## Modèles

Panorama de multiples engins Caterpillar.

### Bulldozers(bouteurs)

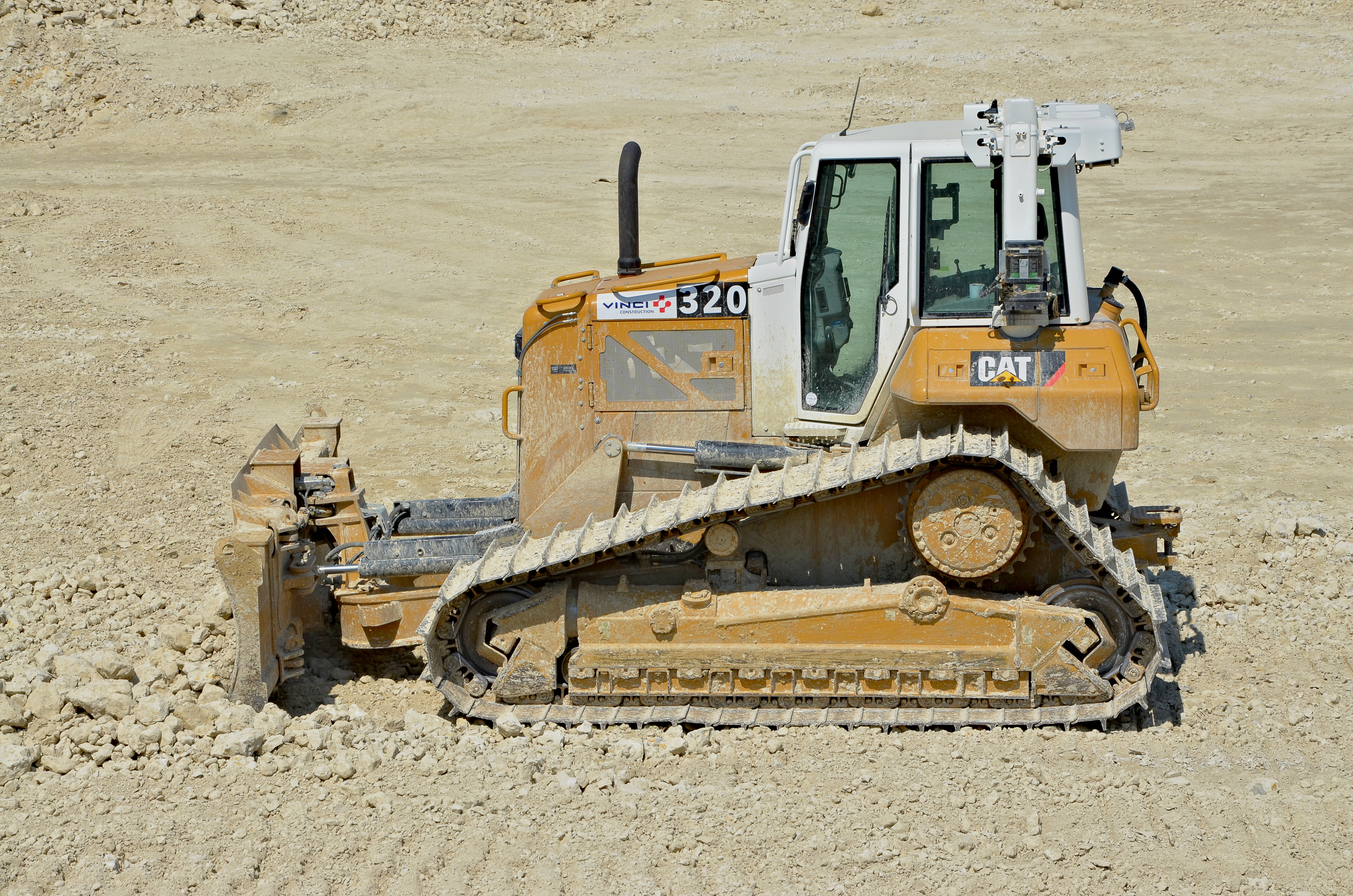
Caterpillar D6.

| Modèles | Catégorie | Puissance brute (kW / ch) | Poids en ordre de marche (kg) | Capacité de la lame (m³) |
| D5      | Petit     | 74 / 99                   | nc                            | 2,09 à 2,34              |
| D6      | Moyen     | 141 / 189 à 157 / 210     | 17 114 à 20 447               | 3,18 à 5,68              |
| D7      | Moyen     | 192 / 258                 | 21 206 à 27 443               | 3,89 à 8,34              |
| D8T     | Gros      | 259 / 347                 | 38 488                        | 4,7                      |
| D9T     | Gros      | 346 / 464                 | 47 900                        | 13,5 à 16,4              |
| D10T    | Gros      | 482 / 646                 | 66 451                        | 27                       |
| D11     | Oversized | 698 / 935                 | 104 000                       | 43,6                     |

### Pelles mécaniques hydrauliques

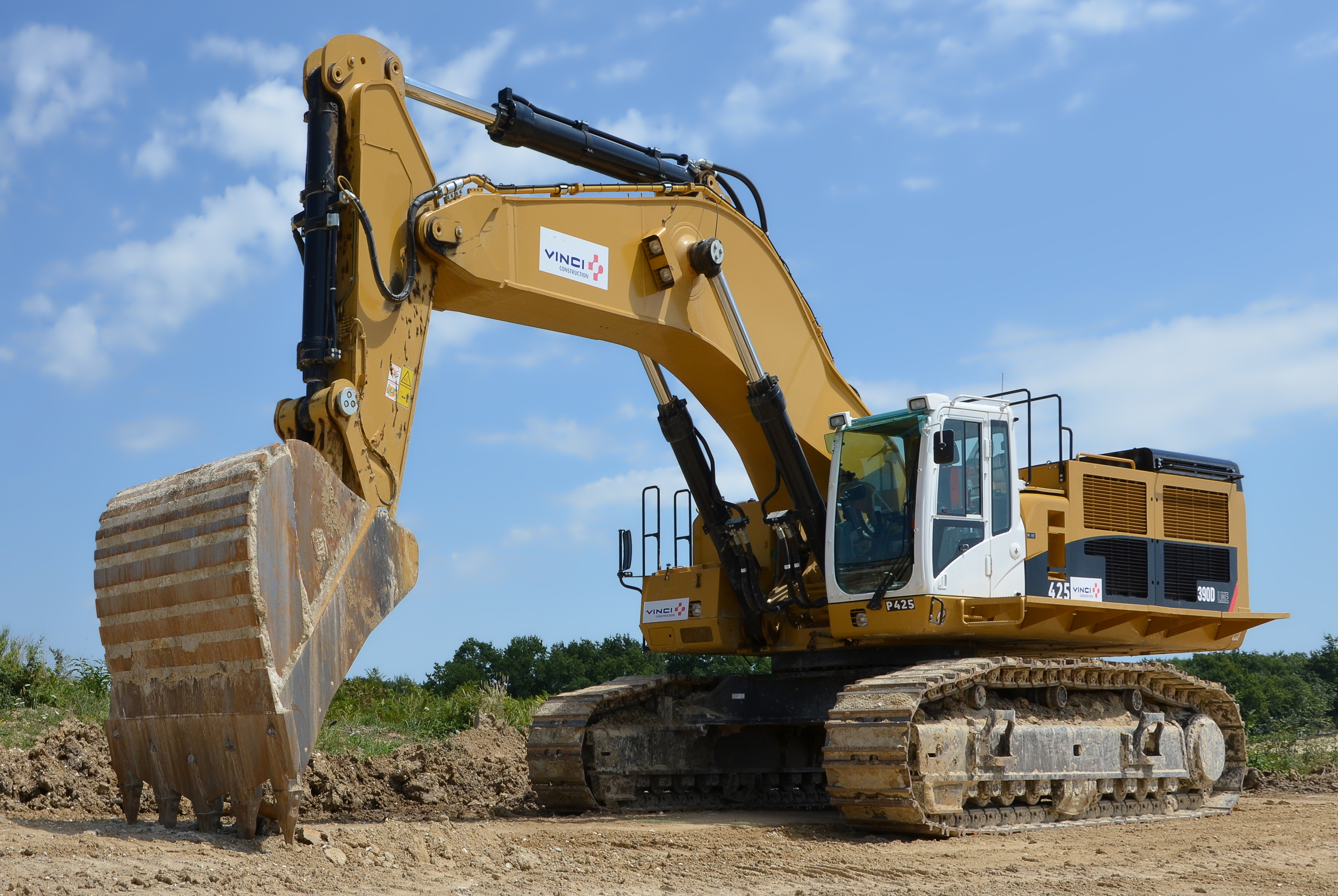
Caterpillar 390 LME.

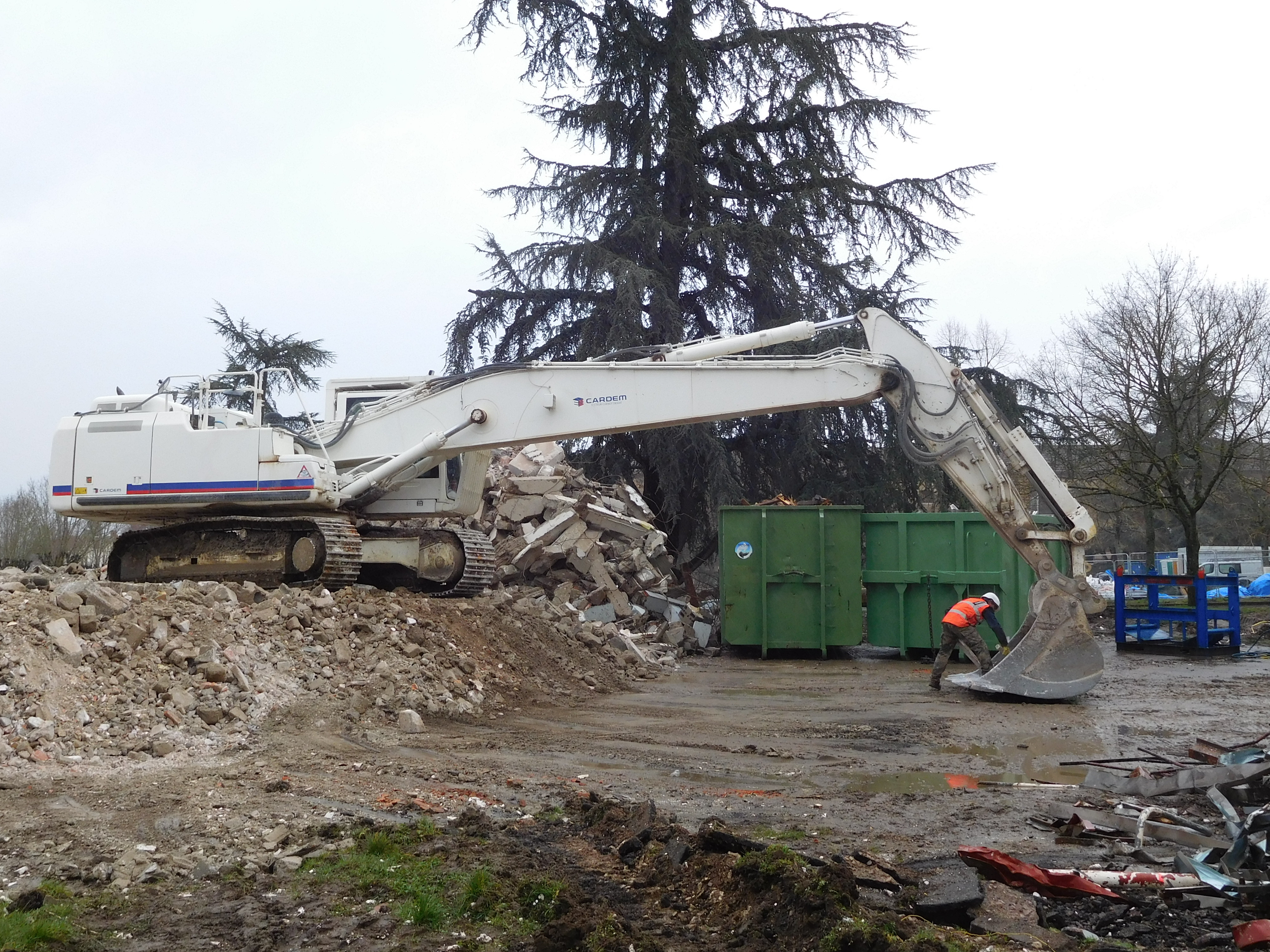
Caterpillar 336 de Cardem, filiale d’Eurovia.

| Modèles    | Catégorie | Puissance brute (kW / ch) | Poids en ordre de marche (kg) | Capacité du godet (m³ / kg) |
| 301 à 305  | Mini      | 13,5 / 18,4 à 31 / 42,2   | 1 930 à 4 990                 | nc                          |
| 307        | Petit     | 41 / 54                   | 7 210                         | nc                          |
| 319        | Moyen     | 93 / 125                  | 20 000                        | nc                          |
| 320 et 321 | Moyen     | 103 / 138                 | 19 400 à 24 000               | nc                          |
| 324        | Moyen     | 123 / 165                 | 25 000                        | nc                          |
| 329        | Moyen     | 128 / 173                 | 29 910                        | nc                          |
| 336        | Moyen     | 181 / 243                 | 36 900                        | nc                          |
| 345        | Gros      | 239 / 325                 | 45 000                        | 3,8 / 1 762                 |
| 374        | Gros      | 302 / 411                 | 74 000                        | 3,8 / 1 912                 |
| 390        | Gros      | 390 / 530                 | 89 000                        | 3,8 / 3 085                 |

### Chargeurs sur pneus

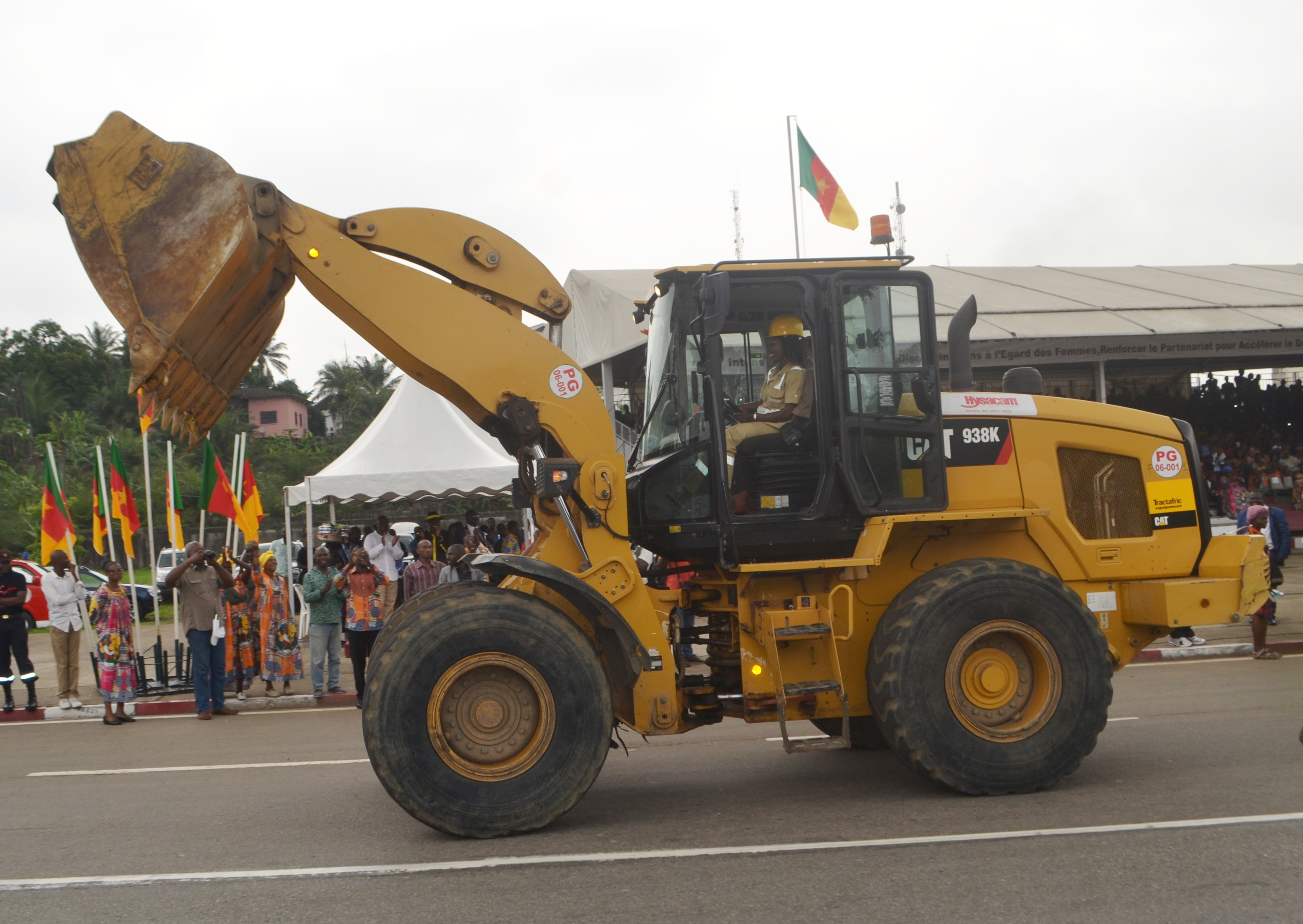
Caterpillar 938 à Douala (Cameroun).

| Modèles   | Catégorie | Puissance brute (kW / ch) | Poids en ordre de marche (kg) | Capacité du godet (m³ / kg) |
| 904 à 914 | Compact   | 39 / 53 à 72 / 98         | 4 450 à 8 450                 | 0,6 à 1,4 / nc              |
| 924 à 930 | Petit     | 97 / 132 à 111 / 149      | 11 340 à 13 029               | 1,7 à 5,0 / nc              |
| 938       | Moyen     | 134 / 180                 | 14 300                        | 3,0 / nc                    |
| 950       | Moyen     | 146 / 196                 | 18 000                        | 3,5                         |
| 962       | Moyen     | 157 / 210                 | 19 200                        | 3,8                         |
| 966       | Moyen     | 194 / 260                 | 24 500                        | 4,25                        |
| 972       | Moyen     | 213 / 285                 | 26 000                        | 4,7                         |
| 980       | Moyen     | 238 / 319                 | 30 500                        | 6,1                         |
| 988       | Gros      | 395 / 530                 | 50 144                        | 7 / 11 400                  |
| 990       | Gros      | 503 / 675                 | 83 252                        | 9,2 / 15 000                |
| 992       | Gros      | 597 / 812                 | 94 930                        | 12,3 / 21 800               |
| 992K      | Gros      | 597 / 812                 | 97 050                        | 10,7 à 12,3                 |
| 993K      | Gros      | 705 / 1 001               | 126 430                       | 14,5 / 16 500               |
| 994       | Oversized | 1 176 / 1 600             | 195 400                       | 36 / 34 500                 |

### Tombereaux articulés

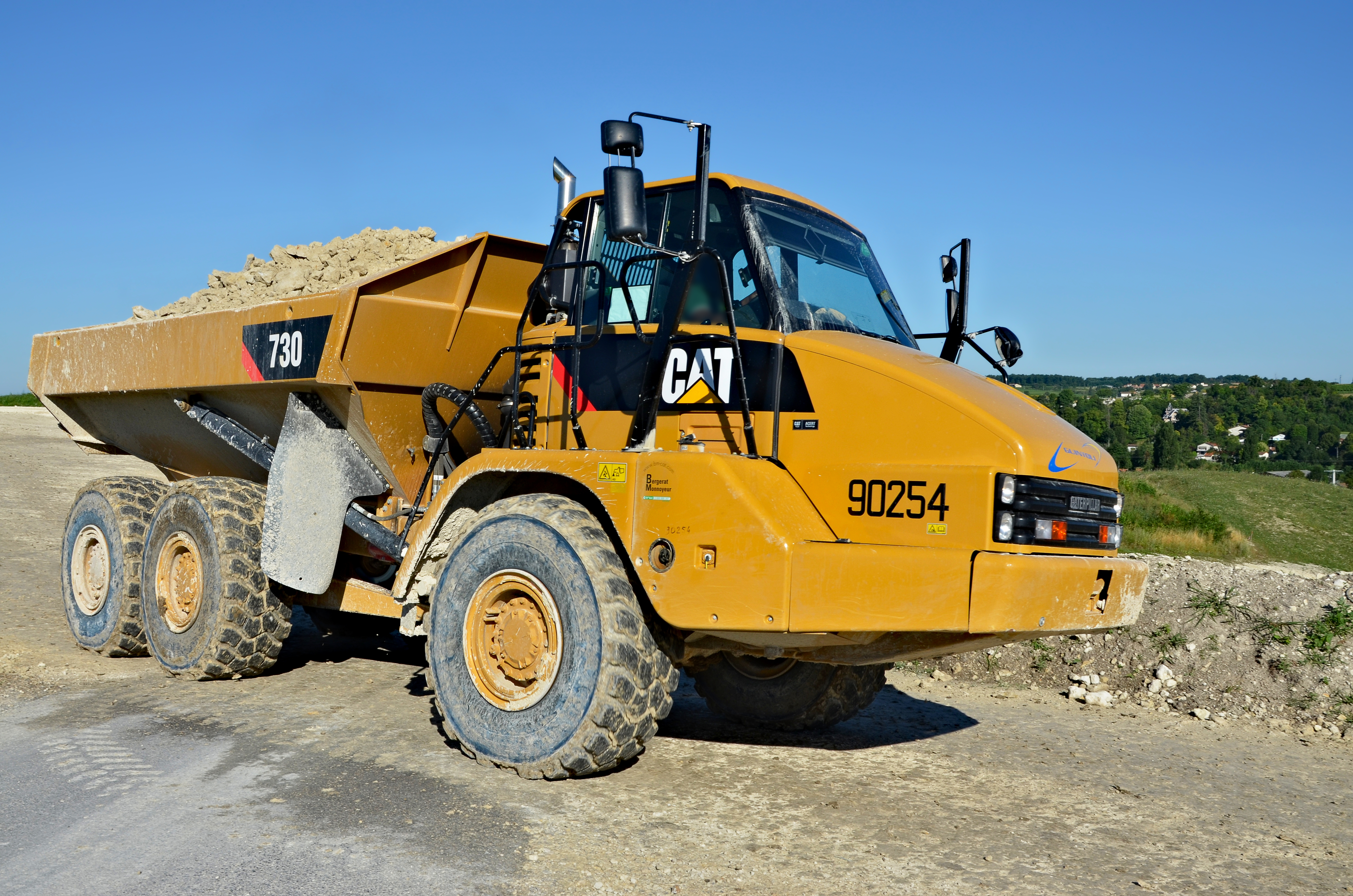
Caterpillar 730.

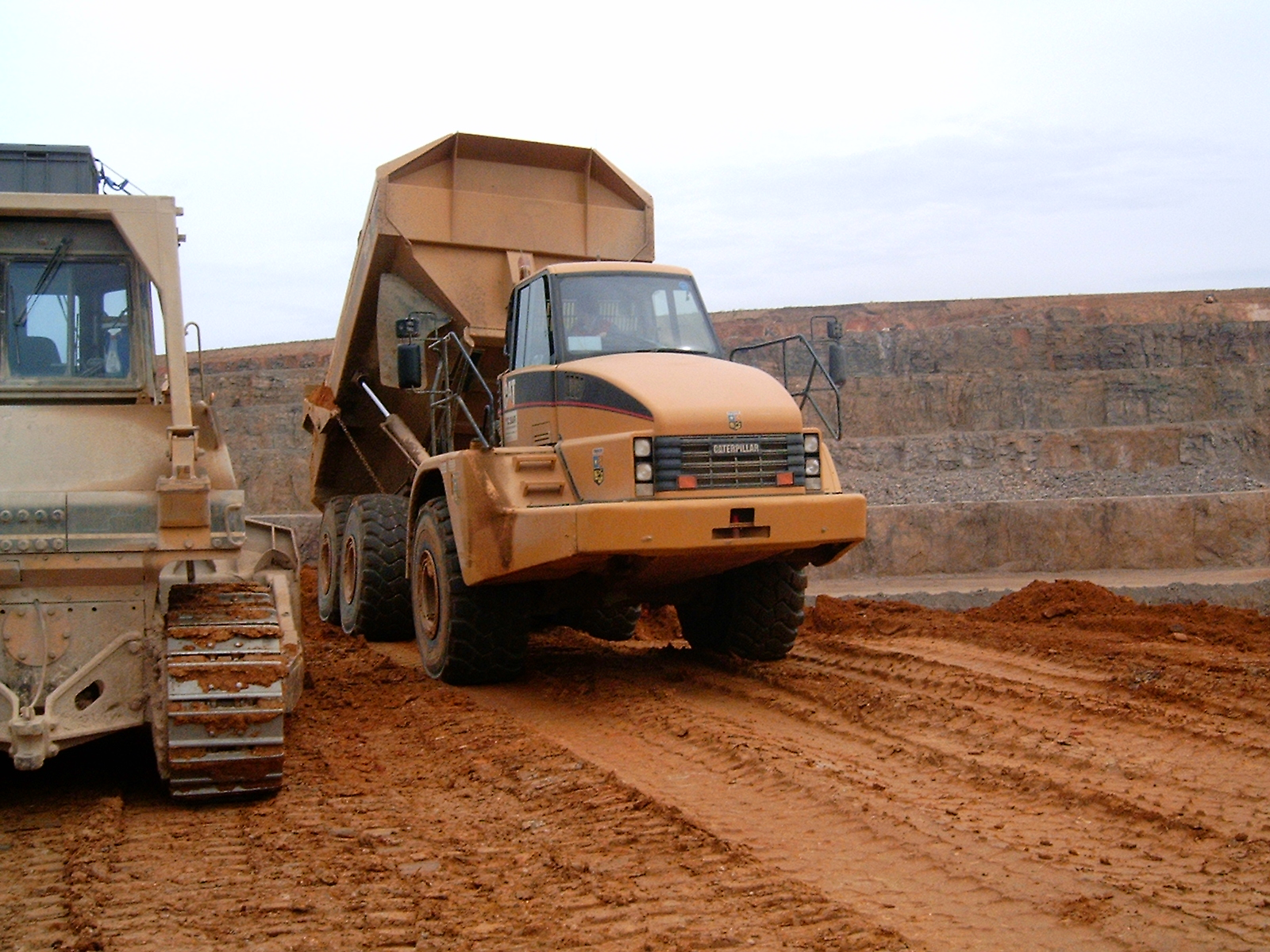
Caterpillar 740.

| Modèles     | Puissance brute (kW / ch) | Poids à vide (kg) | Charge maximale (m³ / kg) | Poids total en charge (kg) |
| 725         | 224 / 300                 | 22 730            | 17,5 / 23 600             | 46 320                     |
| 730         | 242 / 325                 | 23 230            | 20,6 / 28 100             | 51 350                     |
| 730 Ejector | 242 / 325                 | 23 230            | 20,6 / 28 100             | nc                         |
| 735         | 294 / 394                 | 29 858            | 24,3 / 32 700             | 62 558                     |
| 740         | 329 / 441                 | 32 693            | 28 / 38 100               | 70 693                     |
| 740 Ejector | 325 / 436                 | 35 610            | 28 / 38 000               | nc                         |

### Tombereaux rigides
| Modèles | Puissance brute (kW / ch) | Poids à vide (kg) | Charge maximale (m³ / kg) | Poids total en charge (kg) |
| 785     | 1 082 / 1 450             | 95 700            | 78 / 154 560              | 249 480                    |
| 789     | 1 417 / 1 900             | 140 852           | 121 / 176 600             | 317 515                    |
| 793     | 1 715 / 2 300             | 147 423           | 129 / 218 000             | 384 000                    |
| 797     | 2 535 / 3 400             |                   | / 327 000                 | 557 900                    |
| 797B    | 2 648 / 3 550             | 252 820 à 277 820 | / 345 000                 | 623 700                    |
| 797F    | 2 983 / 4 000             | 251 998 à 280 381 | 240 à 267 / 363 000       | 623 700                    |

### Décapeuses (scrapers)

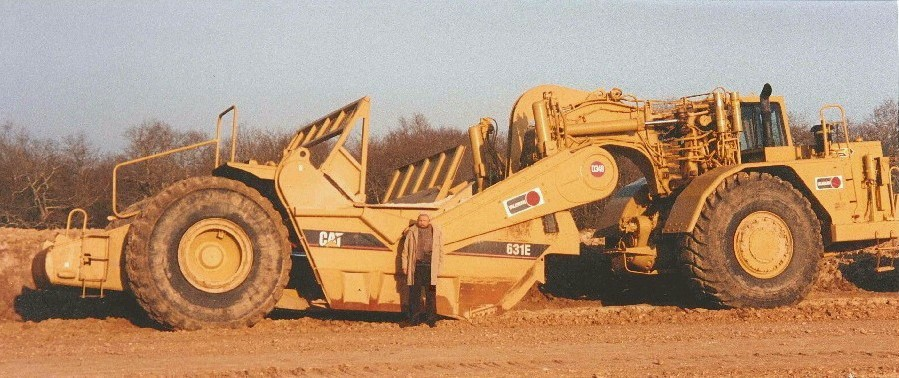
Caterpillar 631E.

| Modèles | Puissance brute (kW / ch)   | Poids à vide (kg) | Charge maximale à refus (m³ / kg) | Poids total en charge (kg) |
| 621H    | 304 kW-407 HP               |                   | 18,3 /                            |                            |
| 621K    | 304 kW-407 HP               |                   | 18,4 /                            |                            |
| 623H    | 304 kW-407 HP               |                   | 17,6 /                            |                            |
| 623K    | 304 kW-407 HP               |                   | 17,6 /                            |                            |
| 627H    | 304 kW-407 HP/216 kW 290 HP |                   | 18,3 /                            |                            |
| 627K    | 304 kW-407 HP/216 kW 290 HP |                   | 18,4 /                            |                            |
| 631G    | 373 kW-500HP                |                   | 26 /                              |                            |
| 637G    | 336 kW-450 HP/186 kW 249 HP |                   | 26 /                              |                            |
| 657G    | 447 kW-600 HP/337 kW451 HP  | 68 384            | 33,6 / 47 174                     | 115 558                    |

## Au cinéma
- Le film Earthworm Tractors, réalisé par Ray Enright en 1936, a été tourné en partie dans l'usine de Peoria.
- Un Caterpillar 977 K détruit la Plymouth Fury rouge dans le film Christine (1983).